# Женщины-кайманы
Женщины-кайманы (фр. Femmes-Caïmans) — это неправительственная организация в Африке.
Женская организация учреждена в Конго-Браззавиле как крыло партии Демократический союз защиты африканских интересов. 

## История
Организация «Женщины-кайманы» основана в 1956 году в Конго-Браззавиле как женское крыло партии «Демократический союз защиты африканских интересов», возглавляемой Фульбером Юлу.
Юлу помогал финансировать организацию в момент её основания. Организация была названа в честь каймана, который был символом партии. Полина Мадьета (Pauline Madieta) была избрана президентом организации.

## Деятельность
Организация была одной из самых активных политических групп в Браззавиле в 1957–1960 годах.
Она способствовала политическому просвещению среди неграмотных женщин страны.  По состоянию на 1960 год в Браззавиле организация насчитывала около 250 членов.